# Streblus smithii
Streblus smithii är en mullbärsväxtart som först beskrevs av Thomas Frederic Cheeseman och som fick sitt nu gällande namn av Edred John Henry Corner.
Streblus smithii ingår i släktet Streblus och familjen mullbärsväxter. Inga underarter finns listade i Catalogue of Life.

## Bildgalleri

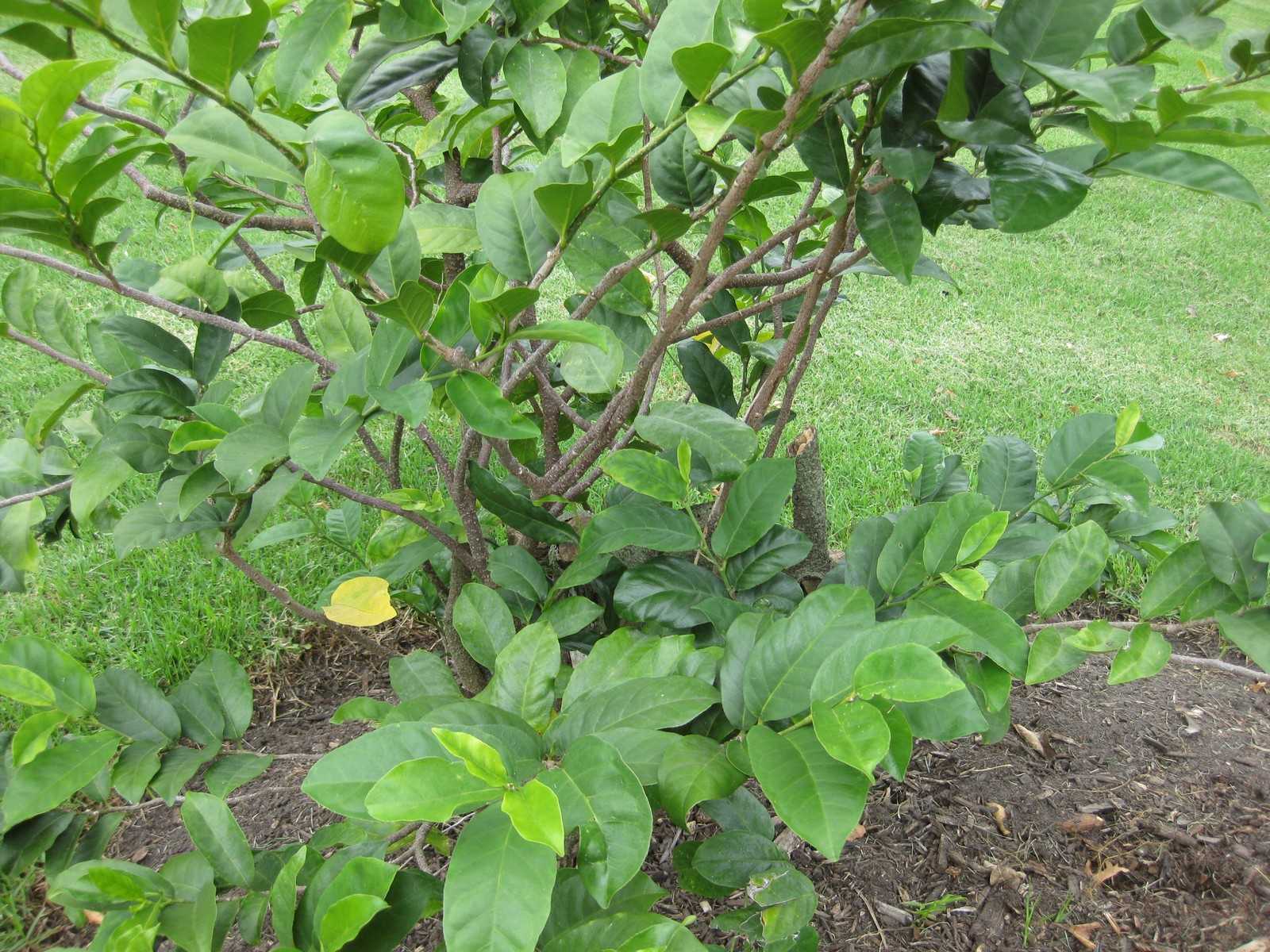
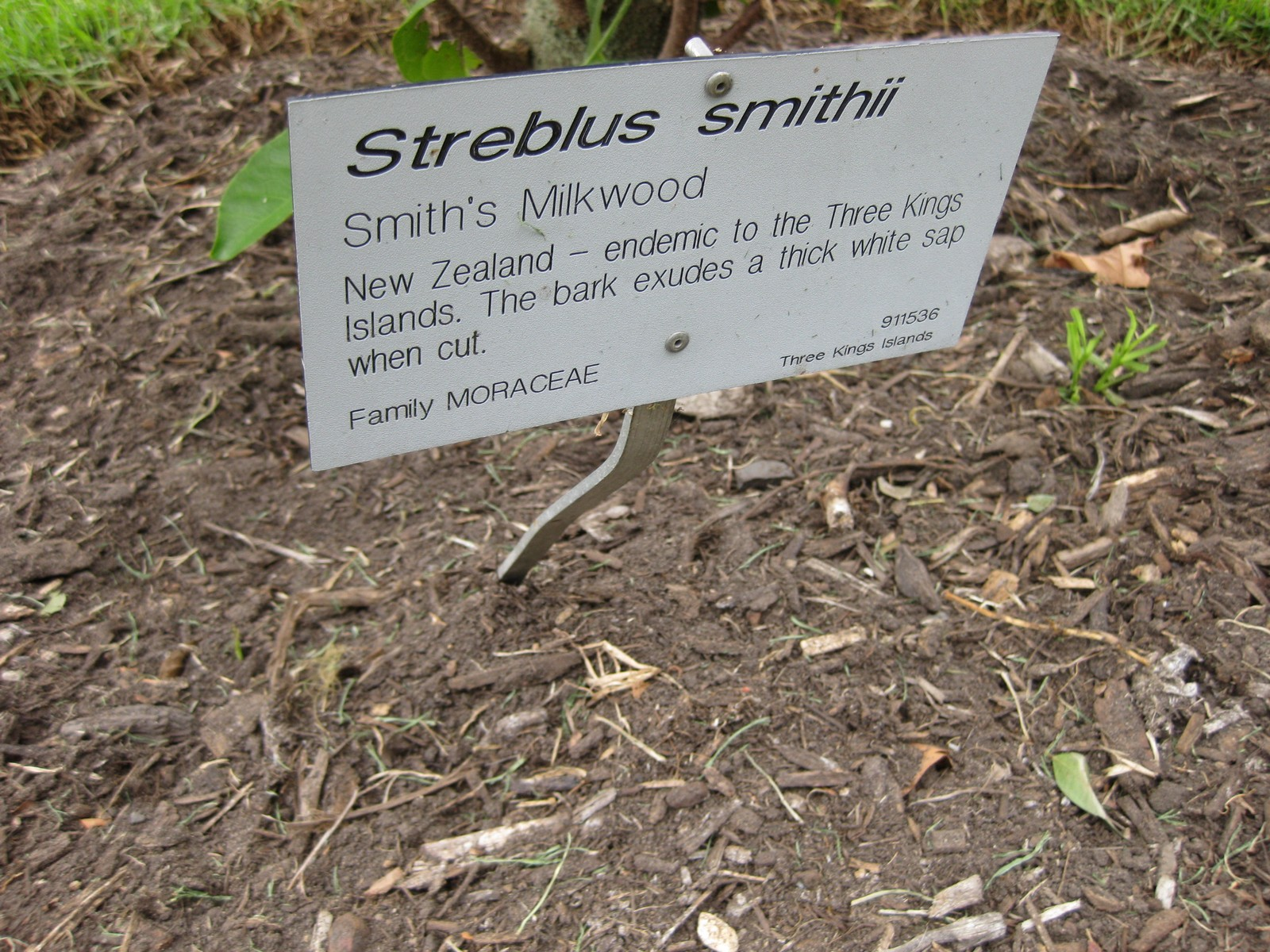